# 乌代普拉
乌代普拉（Udaipura），是印度中央邦Raisen县的一个城镇。总人口13790（2001年）。

## 人口
该地2001年总人口13790人，其中男性7399人，女性6391人；0—6岁人口2122人，其中男1113人，女1009人；识字率65.03%，其中男性为72.13%，女性为56.80%。